# Corinna Reich
Corinna Reich (* 1961 in Berlin als Corinna Schultze-Spohr) ist eine deutsche Jazzmusikerin (Gesang, auch Piano, Komposition).

## Leben und Wirken
Reich wurde als Tochter einer Tschechin und eines Deutschen in Berlin geboren. Sie wuchs in einer Musikerfamilie auf und studierte bis 1990 an der Hochschule der Künste Berlin Jazz u. a. bei Sheila Jordan, Hartmut Fladt, Walter Norris und David Friedman. Beeinflusst wurde sie außerdem von Al Jarreau, Maria João, Stevie Wonder, Chet Baker, Chick Corea und weiteren. Schon während ihres Studiums war sie auch als Pädagogin tätig und veröffentlichte später auch eigene Unterrichtsliteratur.
Unter eigenem Namen hat Reich mehrere Alben veröffentlicht, teils auf ihrem eigenen Label portraits in jazz productions. Mit ihrem Corinna Reich Quintet erschien bei Octason Records das Album Between Love and Loss; Mit ihrem Quintett folgte 2021 das selbstproduzierte Album Constant Calibration, das sie auch bei Auftritten, etwa im Musikinstrumenten-Museum Berlin, vorstellte. Als Sängerin hat sie zudem bei Aufnahmen für Film und Fernsehen mitgewirkt, etwa für den Trickfilm Till Eulenspiegel von Eberhard Junkersdorf und ist auch auf der zugehörigen Soundtrack-CD zu hören.
Reich ist verheiratet und lebt in Berlin. Ihre Töchter sind die Geigerin Maria Reich und die Cellistin Nadja Reich.

## Diskografie (Auswahl)
- Verschiedene: Cataract – Berlin Young Composers – Musik Between Nature and Culture (HdK 1991; Werke von Christof Griese, Nikolaus Schäuble, Corinna Reich, Tobias Rüger und anderen)
- Corinna Reich & Dirk Strakhof: Interplay (2006)
- Anseio (2007, mit H.D. Lorenz, Michael Gechter, Eddie Hayes)
- Corinna & Steven Reich: You Must Believe in Spring (2007)
- Corinna Reich & Andreas Kaufmann: Za trochu lásky (2014)
- Corinna Reich Quintet: Between Love and Loss (Octason 2019 mit Jörg Miegel, Thibault Falk, Nesin Howhannesijan sowie Tayfun Guttstadt)
- Corinna Reich Quintet: Constant Calibration (2021, mit Jörg Miegel, Thibault Falk, Horst Nonnenmacher, Tom Dayan)